# Kladno město
Kladno město – przystanek kolejowy w miejscowości Kladno, w kraju środkowoczeskim, w Czechach. Znajduje się na wysokości 405 m n.p.m. Położony jest najbliżej centrum miasta, przy głównej drodze nr 238.
Na przystanku istnieje możliwość zakupu biletów i rezerwacji miejsc. 

## Linie kolejowe
- 093 Kralupy nad Vltavou - Kladno